# Principe di Gerona

Lo stemma di Leonor, principessa di Gerona.

Il titolo di principe di Gerona (in catalano príncep de Girona; in spagnolo príncipe de Gerona) è un antico titolo appannaggio della Corona d'Aragona risalente all'anno 1351, quando il re Pietro IV di Aragona nominò il suo erede e gli diede il titolo di duca di Gerona. Attualmente è uno dei titoli tradizionalmente vincolati all'erede al trono di Spagna.

## Storia
Dal volume I delle Constitucions y altres drets de Catalunya, nella sezione Genealogia dei Re d'Aragona e Conti di Barcellona, si apprende che Giovanni I di Aragona, figlio di Pietro II di Aragona, aveva un figlio, Jaime, che venne insignito del titolo di delfino di Gerona. Il 19 febbraio 1416 il re Ferdinando I di Aragona ritenne insufficiente il titolo, e lo elevò da delfinato a principato. Il primo principe di Gerona fu il futuro Alfonso V di Aragona come l'erede al trono d'Aragona, in quanto il titolo era legato alla condizione di erede al trono aragonese, e, successivamente, di erede al trono spagnolo.
Il titolo, con la relativa condizione di erede al trono d'Aragona, poi di Spagna, esistette fino alla guerra di successione spagnola, a seguito della quale, ed in seguito ai decreti di Nueva Planta, cessò di essere utilizzato. Giovanni di Borbone-Spagna, conte di Barcellona, decise di ripristinare il titolo di principe di Gerona e di conferirlo a suo figlio Juan Carlos. Nel 1961, nel comunicato in occasione del fidanzamento di Juan Carlos con Sofia di Grecia, si nomina infatti Juan Carlos come principe delle Asturie, principe di Gerona e principe di Viana, ripristinando così l'antica tradizione.

## Oggi
Il titolo di principe di Gerona, unitamente a quello di principe delle Asturie, principe di Viana, conte di Cervera, duca di Montblanc e signore di Balaguer, è attualmente in capo a Leonor di Borbone-Spagna, dal 19 giugno 2014, mediante regio decreto 54/2014 e pubblicato sulla gazzetta ufficiale il giorno successivo.

## Elenco dei duchi, delfini e principi di Gerona

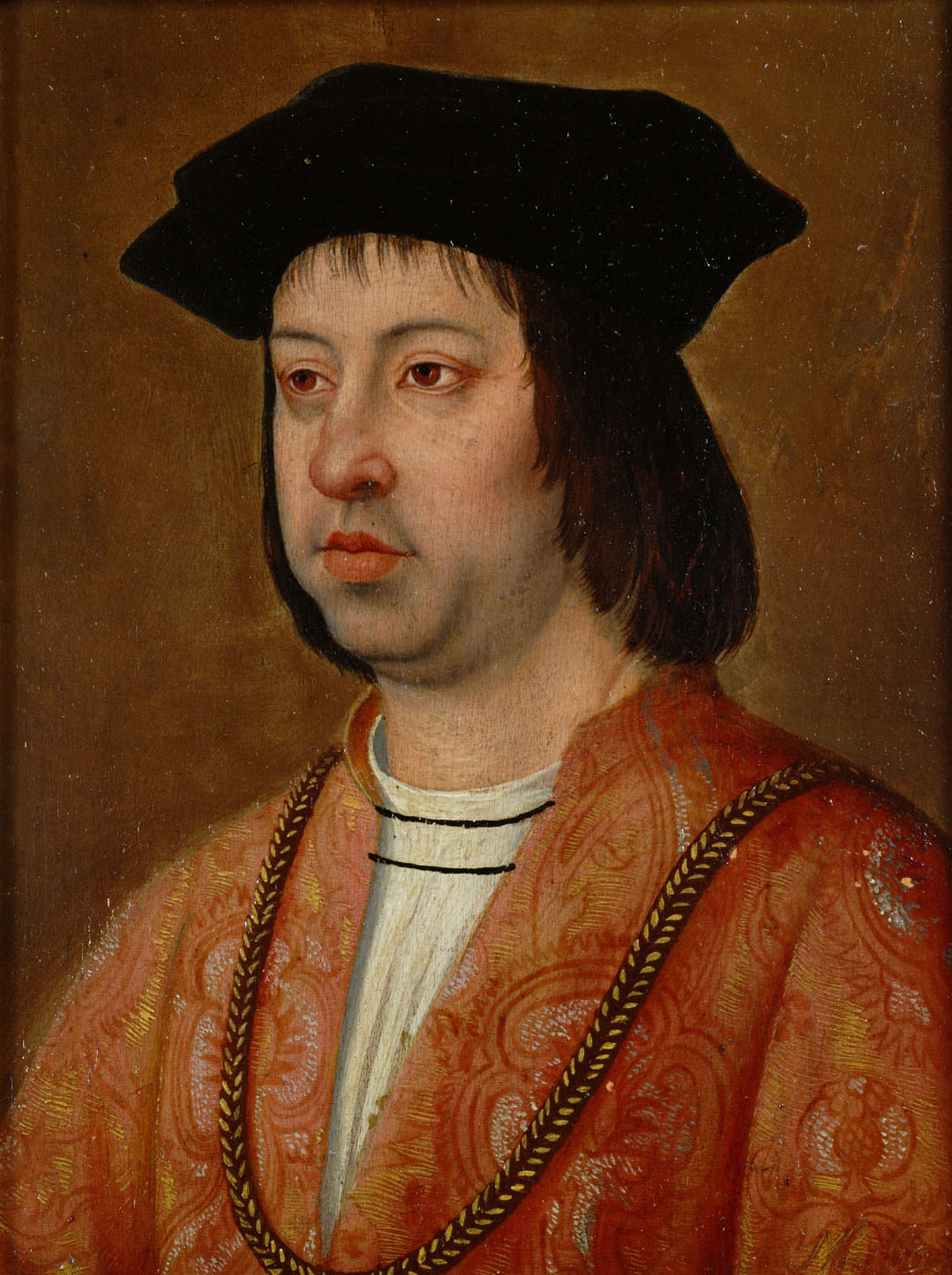
Ferdinando II di Aragona.

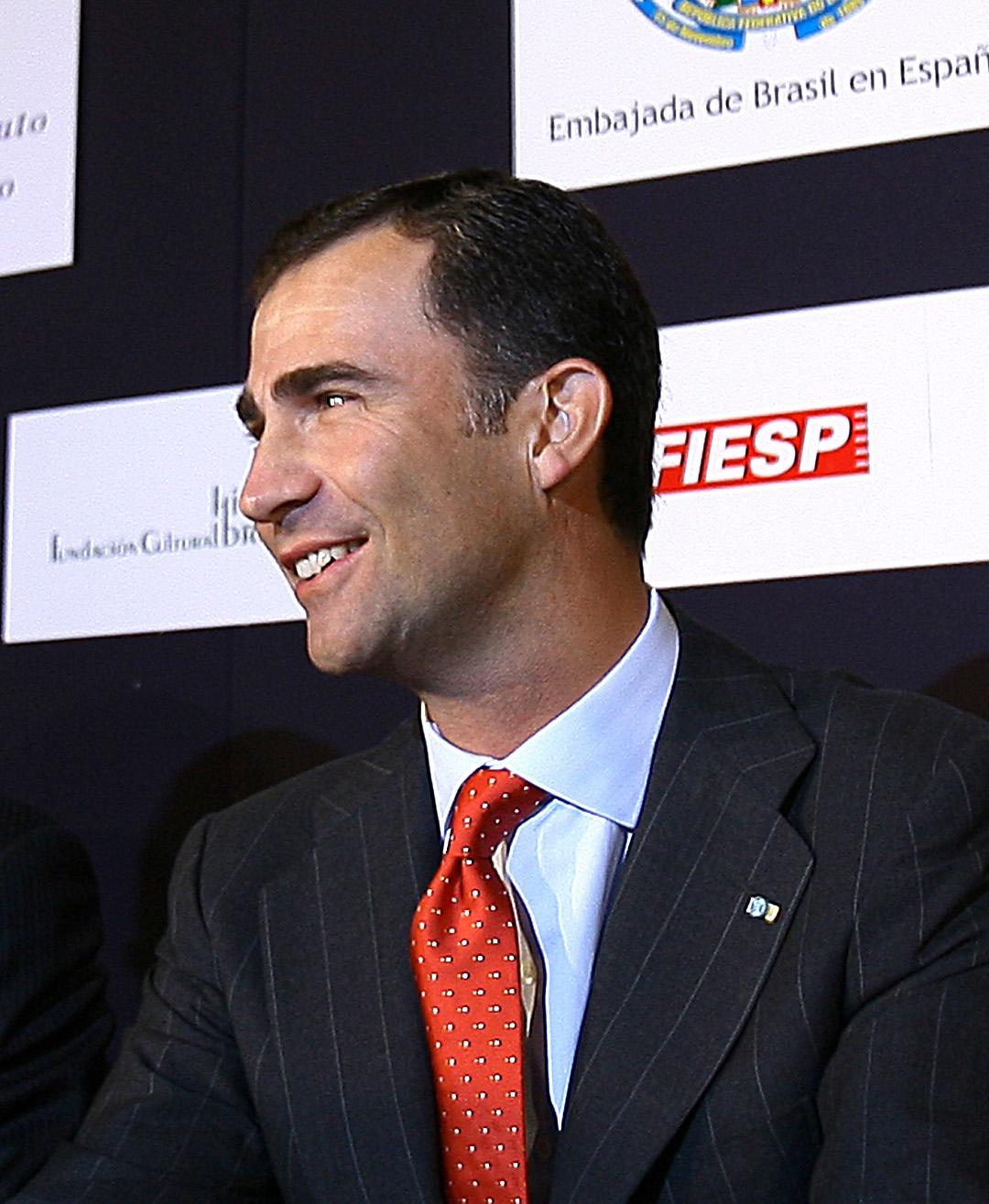
Filippo VI di Spagna.

### Casa d'Aragona (1351-1410)
- Giovanni I, 1351-1387, duca di Gerona.
- Jaime, 1387-1388, delfino di Gerona.
- Pietro, 1394-1410, duca di Gerona.

### Casa di Trastamara (1412-1516)
- Alfonso V, 1412-1416.
- Carlo, 1458-1461.
- Ferdinando II, 1461-1479.
- Giovanni di Trastámara, 1481-1497.
- Giovanna di Castiglia, 1503-1516.

### Casa d'Austria (1527-1665)
- Filippo II di Spagna, 1527-1556.
- Carlo d'Asburgo, 1556-1568.
- Ferdinando d'Asburgo, 1571-1578.
- Diego d'Asburgo, 1578-1582.
- Filippo III di Spagna, 1582-1598.
- Filippo IV di Spagna, 1605-1621.
- Baltasar Carlos di Spagna, 1626-1640.
- Filippo Prospero di Spagna, 1657-1661.
- Carlo II di Spagna, 1661-1665.

Titolo vacante dal 1665 al 1961

### Casa di Borbone (dal 1961)
- Juan Carlos I di Spagna, 1961-1975.
- Filippo VI di Spagna, 1977-2014
- Leonor di Borbone-Spagna dal 2014